# Rio Nil (Guatemala)
Rio Nil (Guatemala) é um rio centro-americano da Guatemala.